# Berliner Börsen-Courier
Der Berliner Börsen-Courier (BBC) war eine von 1868 bis 1933 herausgegebene, linksliberale Tageszeitung, die vorwiegend Nachrichten über die Kurse von an den Börsen gehandelten Wertpapieren und Informationen über den Hypothekenmarkt veröffentlichte. Weiterhin wurden wichtige Nachrichten und Berichte aus Industrie, Handel, Politik und Kultur veröffentlicht.

## Gründung und Konzept

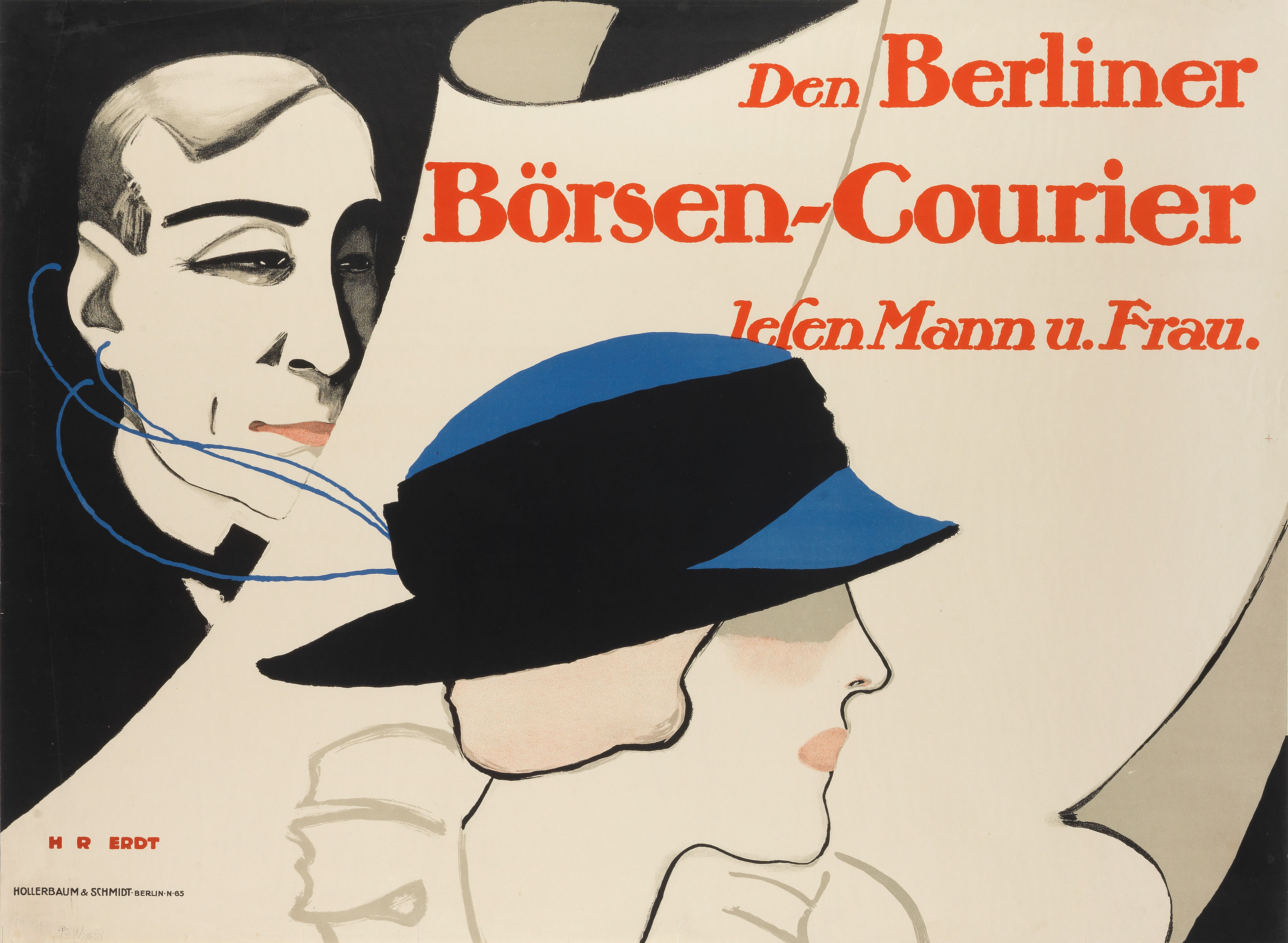
Werbeanzeige von Hans Rudi Erdt

Die erste Ausgabe erschien als Probeausgabe am 12. September 1868, während der regelmäßige Vertrieb am 1. Oktober 1868 begann. Entsprechend der Handelszeiten an den Börsen erschien die Tagesausgabe am späten Nachmittag. Am Sonntagabend kam die Zeitung unter dem Namen Die Station heraus, die hauptsächlich als Feuilleton konzipiert wurde. Die Tagesausgabe setzte sich in ihrem Hauptteil aus einer Seite politische Nachrichten und drei Seiten von Nachrichten und Berichten aus Handel und Industrie zusammen. Weiterhin gab es vier Beilagen: der Courszettel, die Inserate, Die Station als Feuilleton und eine Wochenbeilage über Nachrichten aus dem Bereich der Immobilien.
Schon drei Monate später wurde das Konzept des BBC erweitert. Ab dem 1. Januar 1869 erschien eine Morgen- und eine Abendausgabe. Die Abendausgabe bestand hauptsächlich aus dem bisherigen Inhalt. Die Morgenausgabe aber wandte sich schwerpunktmäßig den Nachrichten und Berichten aus den Gebieten der Politik, der Unterhaltung und der Kultur zu. In den folgenden Jahren wurde auch die Abendausgabe mit mehr Nachrichten und Berichten versehen, wobei auch Berichte aus dem lokalen Bereich erschienen.

## Gründer und Geschäftsführung
Der Gründer des BBC, George Davidsohn (1835–1897), war gelernter Bankier und kam als Journalist von der Berliner Börsen-Zeitung (BBZ). Diese doppelte Berufserfahrung trug wesentlich dazu bei, dass der BBC sich wirtschaftlich behaupten konnte. Er setzte auch neue Maßstäbe in der Gestaltung der Zeitungsqualität, was die Schnelligkeit der Veröffentlichung und das Niveau der Berichterstattung betraf. Als die Wirtschaftskrise die BBC in den Jahren 1875–1877 erreichte, übernahm der Bruder Robert Davidsohn (1853–1937) die Geschäfte der Zeitung und wandelte sie 1884 in eine Aktiengesellschaft um.
Die erhöhten Anforderungen an die Bereitstellung akuter Nachrichten führte zur Einführung der gleitenden Arbeitszeit und dem Aufbau einer Nachtredaktion. Seit den 1880er Jahren wurden auch Meldungen von ausländischen Börsen veröffentlicht. Die Berichte wurden durch Statistiken und Prognosen vertieft. Eine weitere Beilage, Berliner Wespen, die von Julius Stettenheim gestaltet wurde, sollte den Bereich des Humors und der Satire umfassen. In den kommenden Jahren wurden die Berichte und Nachrichten aus der Politik immer bedeutender. So war der BBC die erste Zeitung in Berlin, die Berichte aus dem Reichstag druckte. Auch einen Sportteil führte die BBC ab 1885 als erste Zeitung in Berlin ein.

## Kultur, Auflage und Einstellung
Auch die Kultur nahm einen bedeutenden Platz in der Berichterstattung des BBC ein. Man sprach in Deutschland davon, dass kein Büro des Theaterschauspiels ohne die Meldungen des BBC auskam. In den 1920er Jahren erfolgte im Zuge der Umgestaltung der Formate der Zeitungen („Berliner Format“) auch eine Anpassung des BBC. Seit dem 24. August 1924 hatte der BBC den Untertitel „Moderne Tageszeitung“. Hatte die Auflage des BBC im Jahre 1914 noch 11.000 Exemplare betragen, so stieg sie 1923 auf 50.000 bis 60.000. Von 1925 bis 1927 erreichte die Auflage 40.000 Exemplare.
Am 24. Dezember 1932 gab die Berliner Börsen-Zeitung bekannt, dass sie die Aktien des BBC aufgekauft habe. Am 31. Dezember 1933 erschien der BBC mit der Nr. 609 letztmals. Damit ging der BBC in der BBZ auf. Die BBZ wurde 1944 mit der Deutschen Allgemeinen Zeitung (DAZ) verschmolzen.

## Redakteure (Auswahl)

### Chefredakteure
- George Davidsohn (von 1868 bis 1897)
- Julius Salomon, Abendausgabe (von 1897 bis 1910)
- Isidor Landau, Morgenausgabe
- Albert Haas (ab 1910)
- Emil Faktor (von 1916 bis 1931)
- Hans Baumgarten (von 1931 bis 1933)
- Karl Bartz (1933)

### Ressort-Redakteure
| - Günther Anders (Feuilleton) - Oskar Bie (Kunstberichte) - Paul J. Bloch (Lokalnachrichten) - Josef Adolf Bondy (Politik) - Paul Bormann (Handel) - Hans von Bülow (Literatur) - Oskar Eichberg (Musik) - Emil Freystadt (Politik) - Heinrich Friedmann (Politik) - Curt Glaser (Kunstberichte) - Hans Herrig (Theater) - Hans Hirschstein (Kolonialnachrichten) - Hans Hopfen (Literatur) | - Georg Horwitz (Handel) - Herbert Ihering (Theater) - Benno Jacobsen (Theater) - Felix Joachimson (Lokalnachrichten) - Isidor Kastan (Politik und Literatur) - Max Adolf Klausner (Politik) - Léo Lania (Lokalnachrichten) - Siegfried Lewinson (Handel) - Paul Lindau (Theater) - Max Marcuse (1862-) (Handel) - Max Neustädter (Handel) - Pem (Lokalnachrichten) - Eugen Richter (Feuilleton) | - Erich Salzmann (Politik) - Manuel Schnitzer (Lokalnachrichten) - Bernhard Schuetz (Handel) - Alfred Schütze (Handel) - Wilhelm Schwedler (Politik) - Willy Steneberg (Versicherungsmarkt) - Wilhelm Streit (Politik) - Martin Wenck (Politik) - Richard Wilde (Lokalnachrichten) - Ernst von Wildenbruch (Literatur) |